# Luninskij rajon
Il Luninskij rajon (in russo Лунинский район?) è un rajon dell'Oblast' di Penza, nella Russia europea. Istituito nel 1928, il suo capoluogo è Lunino.